# アダム・モリソン
アダム・ジョン・モリソン（Adam John Morrison, 1984年7月19日 - ）は、アメリカ合衆国・モンタナ州グレンダイブ出身の元プロバスケットボール選手、指導者。現在は母校であるミード高等学校のアシスタントコーチを務めている。身長203cm、体重93kg。ポジションはスモールフォワードまたはパワーフォワード。ニックネームは「AMMO」「Mo」「the Stache」。

## 経歴

### 高校時代
父親がバスケットボールの（大学の）コーチをしている家庭で育ったため、幼少の頃からアメリカ各地を転々とした。ゴンザガ大学の所在するワシントン州スポケーンへ移った時には、チームのボールボーイを務めた。8年生の時に1型糖尿病の診断を下されたが、メッド高校進学後、病気によってキャリアが絶たれるようなことはなかった。3年生になるとカンファレンスの1シーズンの通算得点記録を塗り替え、チームを州の決勝トーナメントに導く活躍をした。決勝では発作にかかったように低血糖症の中でプレイすることを余儀なくされたが、37得点を記録した。しかし、チームはシーズンで唯一の黒星を喫した。

### 大学時代
ウェスト・コースト・カンファレンスに加盟するゴンザガ大学に進学した1年生の時、平均11.4得点を記録して、カンファレンスの優秀新人チームに選出。2年生になると更に成績は上昇し、平均19得点でカンファレンスのファーストチーム（優秀な成績を修めた5人）に選出された。
3年生になり、11月下旬にハワイ州ラハイナで開催されるマウイ・インヴィテーショナルに出場（アメリカ国内で知名度の高い大学バスケットボールトーナメントの1つ）。第1ラウンドでメリーランド大学を下すと、準決勝では43得点を記録してミシガン州立大学をトリプルオーバータイムの末に破ったが、決勝ではコネティカット大学相手に敗れ去った。なお、モリソンはトーナメントのファーストチームに選出された。
レギュラーシーズンに突入すると、平均28.8得点を記録し、NCAAの得点王となった。特にメジャーカンファレンスのチーム相手に高得点を記録するなどしてメディアの注目を集めた。NCAAトーナメントではスウィートシックスティーン（ベスト16）に進出し、UCLAと対戦。1点リードで迎えた残り17秒、相手チームのジョーダン・ファーマーがゴンザガの選手をスティールするとチームメイトにアシストパス。UCLAが逆転シュートを決め、チームは悔しい逆転負けを喫した。この時、人目をはばからずフロアに泣き崩れるモリソンの姿が中継された。またこの年、デューク大学のJ・J・レディックと共にオスカー・ロバートソン賞を受賞した。そして4年生に進学することなくNBA入りの意志を表明した。

### NBA
2006年のNBAドラフトにおいてシャーロット・ボブキャッツより全体3位指名を受けて、7月6日に契約してNBA入りした。チームのGMに就任していたマイケル・ジョーダンに「ラリー・バード2世」と言わしめ、期待の高さを伺わせたが、チャールズ・バークレーは「ブランドン・ロイを指名するべきだ」と主張し、モリソンの指名に反対していたという。開幕戦より出場を果たし、5戦目で初先発を経験。11月のイースタンカンファレンスの月間最優秀新人に選出された。ルーキーイヤーは平均11.3得点、3リバウンドを記録するも、FGが33.7%、またフリースローが71%など、シューターとしては正確さに欠ける一面が目立ち、結局新人王受賞はならなかった。2007-08シーズンは膝の怪我の為に全休。更に2008年にベッドコーチに就任したラリー・ブラウンの信頼を得られることは出来ず、2009年2月7日にウラジミール・ラドマノヴィッチとのトレードで、シャノン・ブラウンと共にロサンゼルス・レイカーズへ放出された。後にジョーダンは､「彼を指名したのは失敗だった」と語っている。
ロサンゼルス・レイカーズ加入後は更に出場機会が減少し、2009-10シーズン終了後にレイカーズから放出され、ワシントン・ウィザーズと練習生契約をしたが、2010-01シーズン開幕前に解雇された。
その後はヨーロッパでプレーしながらNBA復帰を目指すもかなわず、2013-14シーズン開幕前にポートランド・トレイルブレイザーズの入団テストに不合格になったのを最後に選手生活に区切りを付け、現在は母校ゴンザガ大学のコーチを経て、母校であるミード高等学校のアシスタントコーチを務めている。

## 代表歴
ジュニアチームにおいて4試合出場経験があるが、トップのアメリカ代表でプレイした経験はない。2006年に日本で開催されたバスケットボール世界選手権のトレーニングキャンプに招集されたが、選考に残ることはなかった。

## プレースタイル
ラリー・バード2世と形容されていたこともあり、大学時代は屈指のアウトサイドシューターだった。シュートセレクションに長け、苦手とする距離や角度がない。アウトサイドだけではなく、ポスト付近でもフックシュートを繰り出すなど、シュートセンスの評価は高かった。学生時代から身体能力の低さを指摘されていたが、光るシュートセンスがそれらをカバーしているとの声も多く聞かれていた。弱点はボールハンドリングの悪さ、そしてリーグワーストレベルのディフェンスであり 、それがラリー・ブラウンやフィル・ジャクソンといった名将に敬遠され、NBAを僅か4年でドロップアウトした最大の要因である。

## 個人成績

### NBA

#### レギュラーシーズン
| シーズン | チーム | GP             | GS             | MPG            | FG%            | 3P%            | FT%            | RPG            | APG            | SPG            | BPG            | PPG            |                |
| -------- | ------ | -------------- | -------------- | -------------- | -------------- | -------------- | -------------- | -------------- | -------------- | -------------- | -------------- | -------------- | -------------- |
| 2006–07  | CHA    | 78             | 23             | 29.8           | .376           | .337           | .710           | 2.9            | 2.1            | .4             | .1             | 11.8           |                |
| 2007–08  | CHA    | 負傷により全休 | 負傷により全休 | 負傷により全休 | 負傷により全休 | 負傷により全休 | 負傷により全休 | 負傷により全休 | 負傷により全休 | 負傷により全休 | 負傷により全休 | 負傷により全休 | 負傷により全休 |
| 2008–09  | CHA    | 44             | 5              | 15.2           | .360           | .337           | .762           | 1.6            | .9             | .2             | .1             | 4.5            |                |
| 2008–09  | LAL    | 8              | 0              | 5.5            | .333           | .250           | .500           | 1.0            | .4             | .0             | .0             | 1.3            |                |
| 2009–10  | LAL    | 31             | 0              | 7.8            | .376           | .238           | .625           | 1.0            | .6             | .1             | .1             | 2.4            |                |
| 通算     | 通算   | 161            | 28             | 20.4           | .373           | .331           | .710           | 2.1            | 1.4            | .2             | .1             | 7.5            |                |

#### プレーオフ
| シーズン | チーム | GP | GS | MPG | FG%  | 3P%  | FT%  | RPG | APG | SPG | BPG | PPG |
| -------- | ------ | -- | -- | --- | ---- | ---- | ---- | --- | --- | --- | --- | --- |
| 2010     | LAL    | 2  | 0  | 6.5 | .444 | .000 | .000 | 2.5 | .5  | .0  | .0  | 4.0 |
| 通算     | 通算   | 2  | 0  | 6.5 | .444 | .000 | .000 | 2.5 | .5  | .0  | .0  | 4.0 |

### カレッジ
| シーズン | チーム   | GP | GS | MPG  | FG%  | 3P%  | FT%  | RPG | APG | SPG | BPG | PPG   |
| -------- | -------- | -- | -- | ---- | ---- | ---- | ---- | --- | --- | --- | --- | ----- |
| 2003–04  | ゴンザガ | 31 | 1  | 20.8 | .531 | .304 | .726 | 4.3 | 1.4 | .4  | .3  | 11.4  |
| 2004–05  | ゴンザガ | 31 | 29 | 34.3 | .499 | .311 | .758 | 5.5 | 2.8 | .6  | .5  | 19.0  |
| 2005–06  | ゴンザガ | 33 | 32 | 36.5 | .496 | .428 | .772 | 5.5 | 1.7 | 1.1 | .3  | 28.1* |
| 通算     | 通算     | 95 | 62 | 30.6 | .503 | .368 | .761 | 5.1 | 2.0 | .7  | .4  | 19.7  |

## 人物
- 前述の通り糖尿病を患っているため、食生活の管理や、血糖値の測定は日々欠かすことができない。特に血糖値の測定は試合中に行うこともある。グルコメーターと呼ばれる血糖測定器を使用し、血糖値が高ければ腹部にインスリン注射をしなければならない。
- 「学生時代に賞賛された選手が必ずしもNBAで通用するわけではない」という例として名前を挙げられることも多い。
- 2020年1月、ロサンゼルス・レイカーズ在籍時の絶対的存在だったコービー・ブライアントが、不慮の飛行機事故で他界。その3ヶ月にモリソンはコービーへの思い出を語り、感謝の意を述べた[2]。